# برنيس سميث وايت
برنيس سميث وايت (بالإنجليزية: Bernice Smith White)‏ هي ناشِطة أمريكية، ولدت في 27 فبراير 1924 في بالتيمور في الولايات المتحدة.